# Cardinal Vicar
Cardinal vicar (în italiană Cardinale Vicario) este un titlu acordat în mod obișnuit vicarului general al Diecezei de Roma pentru porțiunea diecezei din Italia (adică excluzând porțiunea din Vatican). Titlul oficial, așa cum apare în Annuario Pontificio, este vicar general al Sanctității Sale.
Episcopul Romei este responsabil pentru administrarea spirituală a acestei dieceze, dar deoarece episcopul Romei este papa, cu multe alte responsabilități, el numește un cardinal vicar cu putere ordinară pentru a-l asista în această sarcină. Dreptul canonic cere ca toate diecezele catolice să aibă unul sau mai mulți vicari generali, dar cardinalul vicar funcționează mai mult ca un episcop diecezan de facto decât alți vicari generali. Titularul a fost de obicei un cardinal.
O funcție similară există pentru a administra nevoile spirituale ale Vaticanului, cunoscută sub numele de vicar general pentru Vatican sau, mai exact, Vicar General al Sanctității Sale pentru Vatican.

## Istorie

### Înființarea
Pare cert că în secolul al XII-lea vicari erau numiți doar atunci când papa se absenta pentru o perioadă lungă de timp din Roma sau din vecinătatea ei. Când se întorcea, îndatoririle vicarului încetau. Acest lucru s-ar putea să fi durat până în timpul pontificatului Papei Inocențiu al IV-lea (1243–54); pe de altă parte, este cert că în a doua jumătate a secolului al XIII-lea vicarul continua să exercite îndatoririle funcției sale chiar și în timpul prezenței papei la Roma. Astfel, numirea unui vicar pe 28 aprilie 1299 este datată de la Lateran. Funcția își datorează dezvoltarea deplină mutării Curiei Romane în sudul Franței și așezării sale finale la Avignon. De atunci, lista vicarilor este continuă.
Cele mai vechi comisioane nu specifică nicio perioadă de durată; într-o bulă din 16 iunie 1307, se spune pentru prima dată că funcția este deținută „după buna noastră voință”. Mandatele pe viață încep să apară în secolul al XVI-lea; anul exact al acestei modificări rămâne încă de stabilit. Anterior, numirea se făcea prin bulă; când a început obiceiul de a numi prin breve este dificil de determinat. Cea mai veche bulă de numire cunoscută poartă data de 13 februarie 1264.
Un obicei imemorial al Curiei cere ca toți funcționarii să fie depună jurământ în mod corespunzător, iar acesta a fost cazul și cu vicarii. După toate probabilitățile, în secolele al XII-lea și al XIII-lea, astfel de jurăminte erau depuse în mâinile papei însuși. Ulterior, această îndatorire a revenit Camerei Apostolice. Jurământul este conceput în termeni foarte generali și pune un accent redus pe îndatoririle speciale ale vicarului. Funcționarul numit pe 18 octombrie 1412, ca reprezentant al vicarului, a depus și el jurământul și, înainte de a prelua funcția, a fost avertizat să depună, în prezența unui cardinal specificat, jurământul obișnuit de fidelitate față de papă și de exercitare fidelă a funcției.

### Autoritate
Conform celui mai vechi decret de numire cunoscut, din 13 februarie 1264, atât romanii, cât și străinii erau supuși jurisdicției vicarului. În acest document, însă, nu sunt menționate nici drepturile speciale ale vicarului, nici întinderea locală a autorității sale, dar se înțelege că teritoriul în cauză este orașul Roma. Pe 27 iunie 1288, vicarul a primit dreptul de „vizitare, corectare și reformare în materii spirituale... de sfințire a bisericilor și reconciliere a cimitirelor, consacrare a altarelor, binecuvântare, confirmare și hirotonire a persoanelor potrivite din oraș”. Pe 21 iulie 1296, pe 6 iulie 1202, se întâlnește următoarea variantă: „de a reforma bisericile, clerul și poporul Romei înseși” și dreptul suplimentar de a face alte lucruri care țin de funcția de vicar.
Jurisdicția sa asupra tuturor mănăstirilor este atestată pentru prima dată pe 16 iunie 1207. Includerea printre acestea a mănăstirilor, scutite și nescutite, și a locuitorilor lor, din afara zidurilor Romei, a fost primul pas în extinderea locală a jurisdicției vicarului. El a fost, de asemenea, împuternicit să confere beneficii vacante în oraș.
Cu toate acestea, în această perioadă se înmulțesc comisiile speciale, aducând cu ele în fiecare caz o extindere specială sau o nouă aplicare a autorității. Sub Papa Clement al VI-lea (1342–52), teritoriul jurisdicției vicarului general a fost extins considerabil prin includerea suburbiilor și a districtului rural din jurul Romei. Până în timpul Papei Benedict al XIV-lea (1740–58), aceasta a fost întinderea jurisdicției vicarului. Prin „districtul orașului Roma” se înțelegea o distanță de patruzeci de mile italiene de zidurile orașului. Deoarece, însă, teritoriul sediilor suburbicare se afla parțial în aceste limite, vicarul a ajuns să exercite o jurisdicție concurentă cu cea a episcopului local și cumulativă. Aceasta a fost o sursă de conflicte frecvente, până la 21 decembrie 1744, când jurisdicția locală a episcopilor suburbicari a fost abolită de Benedict al XIV-lea, în măsura în care teritoriul lor se afla în limitele menționate mai sus.
Cu timpul, vicarul a dobândit nu numai poziția și autoritatea unui vicar general, care are putere ordinară, dar delegată, ci și dreptul de subdelegare, prin care numea un vicegerent, reprezentantul său nu numai în ceremoniile pontificale (după cum susțin mulți), ci și în jurisdicție.
Printr-o Constituție a lui Clement al VIII-lea, din 8 iunie 1592, dreptul vicarului de a efectua o vizitație ordinară și extraordinară a bisericilor, mănăstirilor, clerului și poporului (datând din 16 iunie 1307) a fost retras în favoarea Congregației Vizitației Apostolice, nou înființată, pentru afacerile curente ale vizitației ordinare. De acum înainte, această îndatorire revine vicarului urbis doar în măsura în care poate fi numit președinte sau membru al acestei congregații, al cărei prefect este însuși papa. Marile vizitații „extraordinare”, ținute în general la începutul fiecărui pontificat, erau executate de o comisie special numită de cardinali și prelați, a cărei președinție revenea vicarului prin cutumă. Congregația Vizitației era complet independentă de vicar, fiind constituită prin autoritate apostolică.
Autoritatea vicarului nu încetează odată cu papa care l-a numit. Dar dacă moare în timpul vacanței Sfântului Scaun, vicegerentul preia funcțiile sale ca un vicar capitular cvasi.

### Papa Pius al X-lea: Etsi Nos (1912)
În 1908, Papa Pius al X-lea a reorganizat Curia Romană prin Constituția Apostolică Sapienti Consilio. Ordonanțele esențiale ale Constituției și ordonanțele de punere în aplicare emise ulterior pentru congregații și autoritățile curiale în ceea ce privește modul în care trebuie să se desfășoare activitatea se aplică și vicariatului.
Patru ani mai târziu, și-a îndreptat atenția asupra Vicariatului Urban, a cărui practică administrativă devenise greoaie, consumatoare de timp și ineficientă. Diverse dificultăți au împiedicat o reformă temeinică a vicariatului roman. Nu în ultimul rând, lipsa de spațiu din fostul sediu al vicariatului. Abia după achiziționarea Palazzo Mariscotti din apropierea Santissime Stimmate di San Francesco, care a fost atribuit cardinalului vicar și funcționarilor săi și amenajat pentru uzul lor, Pius al X-lea a putut să-și pună în aplicare planul mult prețuit pentru o reformă temeinică a vicariatului roman.
Pius a publicat noile sale ordonanțe privind administrarea Diecezei sale de Roma în Constituția Apostolică Etsi nos din 1 ianuarie 1912. Dreptul canonic a intrat în vigoare, așa cum se prevedea în ea, pe 15 ianuarie 1912, ziua în care a fost promulgată în Acta Apostolicae Sedis.
Curia Urbis sau Vicariatul orașului Roma a fost împărțit în patru departamente (officia):
- Cultul divin și vizita apostolică[n 2], incluzând tezaurul de relicve (lipsanotheca), comisia arheologică, comitetul pentru muzică bisericească și o comisie pentru artă ecleziastică.
- Disciplina clerului și a poporului creștin, supraveghind clerul, instituțiile religioase feminine, școlile, colegiile și alte instituții de învățământ din oraș, frățiile, uniunile și societățile sociale.
- Chestiuni judiciare.
- Administrație financiară și alte afaceri administrative.

Șeful tuturor acestor birouri este cardinalul care este vicarul general al papei la Roma. Funcția și întinderea puterii sale sunt întotdeauna aceleași și sunt permanente, astfel încât nu încetează nici măcar atunci când Scaunul Papal este vacant. Acest fapt distinge cardinalul vicar, așa cum este numit (deoarece denumirea nu este un titlu oficial), de toți ceilalți vicari generali din lume și îi conferă poziția sa juridică specială. În același mod, este o excepție notabilă faptul că cele patru departamente își pot continua activitatea obișnuită, chiar și atunci când vicarul nu poate supraveghea ceea ce se face din cauza conclavului sau a unui alt impediment. Chiar dacă vicarul ar muri, activitatea departamentelor continuă fără probleme.

### Papa Benedict al XV-lea
Papa Benedict al XV-lea, în scrisoarea sa apostolică In Ordinandis din 20 aprilie 1917, a modificat unele dintre prevederile predecesorului său. În 1929, odată cu înființarea Vaticanului, Papa Pius al XII-lea a sustras Statul Cetății Vaticanului de sub autoritatea cardinalului vicar.

### Papa Ioan al XXIII-lea
Papa Ioan al XXIII-lea a stabilit ca birourile vicariatului să fie situate la Palatul Lateran. El a adus un omagiu muncii Cardinalului său Vicar, Clemente Micara, în discursul său de anunțare a propusului Conciliu Vatican II.

### Papa Paul al VI-lea: Romanae Urbis (1966)
În moto proprio-ul Romanae Urbis din 1966, dieceza a fost împărțită în cinci sectoare. Au fost numiți episcopi auxiliari pentru a supraveghea pastorația într-un sector teritorial sau eventual într-o activitate pastorală specifică în întreaga zonă diecezană.
Papa Paul al VI-lea a actualizat în continuare normele referitoare la funcționarea Vicariatului în Constituția Apostolică Vicariae potestatis in urbe, înlocuind Etsi Nos.

### Papa Ioan Paul al II-lea: Ecclesia in Urbe (1998)
Pornind de la Constituția Apostolică Vicariae potestatis in urbe, publicată de Paul al VI-lea pe 6 ianuarie 1977, Ioan Paul al II-lea explică în paragrafele introductive importanța Vicariatului Romei. Consiliul Diecezan pentru Afaceri Economice a preluat funcții gestionate anterior de al patrulea departament al lui Pius al X-lea. Acesta avea sarcina de a pregăti anual bugetul pentru gestionarea economică a Diecezei și de a aproba bilanțul final al veniturilor și cheltuielilor.
Curia Diecezană a Romei a fost împărțită în birouri pastorale și administrative și organe judiciare. Au fost înființate douăzeci de birouri distincte pentru îngrijirea pastorală, inclusiv Oficiul pentru îngrijirea pastorală școlară și educația religioasă, Oficiul Liturgic, Oficiul Clerului și altele. Au fost create opt birouri administrative, cum ar fi Arhiva Generală, Oficiul Juridic, Centrul de Prelucrare a Datelor și altele. Organele judiciare sunt: Tribunalul Ordinar al Diecezei de Roma, Tribunalul de Primă Instanță pentru cazurile de nulitate a căsătoriei din Regiunea Lazio și Curtea de Apel. Aceste tribunale funcționează conform normelor stabilite de Conferința Episcopală Italiană.
Opera Romana Pellegrinaggi, înființată pentru a servi pelerinii, funcționează în Vicariatul Romei conform propriilor reguli și proceduri.

## Vicegerenți
Primul asistent episcopal al vicarului cunoscut este Angelus de Tineosis, Episcopus Viterbiensis, numit pe 2 octombrie 1321, ca asistent al vicarului Andreas, Episcopus Terracinensis. Nu a supraviețuit o descriere clară a îndatoririlor sale, dar se știe că a oficiat ca asistent chiar și atunci când vicarul Andreas se afla în oraș. Pe de altă parte, vicarul Franciscus Scaccani, Episcopus Nolanus, a fost autorizat să-și aleagă un asistent pentru afacerile vicariatului doar în cazul propriei sale absențe din Roma. Conform acestui document, nu papa, ci vicarul însuși, deși autorizat de papă, își alegea propriul asistent și îi încredința toată autoritatea sau facultățile sale, în măsura în care acestea se bazau pe lege sau cutumă. Aceasta arată că vicarius urbis era ferm stabilit în deplinătatea funcției sale și recunoscut extern ca atare; anumite drepturi cutumiare se dezvoltaseră și deveniseră acceptate chiar și la acea dată. Bullarium Magnum (II, 75) indică faptul că pe 18 octombrie 1412, Papa Ioan al XXII-lea l-a numit pe Petrus Saccus, un canonic al Sfântului Petru, ca locum tenens al vicarului Franciscus, abbas monasterii S. Martini in Monte Cimino O.S.B., și i-a conferit acestui funcționar toate facultățile vicarului. Noul locum tenens a fost îndemnat să depună jurământul obișnuit în fața Camerei Apostolice (vezi mai sus). Un caz similar este cel al lui Andreas Jacobazzi, un canonic al Sfântului Petru, numit vicar în 1519, dar consacrat episcop de Lucera abia în 1520; pontificalia au fost încredințate lui Vincentius, episcop de Ottochaz-Zengg.
Seria asistenților vicarului, cunoscuți acum sub numele de vices-gerentes (vicegerenți), începe cu anul 1560. Până în timpul Papei Clement al XI-lea (1700), aceștia erau numiți de vicar; de atunci, papa i-a numit printr-un Breve special. Vicesgerens nu este, prin urmare, un reprezentant (locum tenens) al vicarului, ci un episcop auxiliar subordonat numit pe viață, deși revocabil în orice moment. Autoritatea (facultățile) sale relative la jurisdicție și ordine sunt identice cu cele ale vicarului; pentru exercitarea acesteia, însă, el depinde de acesta din urmă, așa cum se menționează expres în Breve-ul de numire. În special, vicarul i-a încredințat administrarea tezaurului de relicve cunoscut sub numele de Lisanotheca sau tezaurul de relicve al vicariatului, cenzura cărților și permisiunea de a tipări. Cenzura cărților a fost încredințată vicarului printr-o bulă din 4 mai 1515 (în Magnum Bullarium); acest drept, însă, este exercitat acum de vices-gerens sub rezerva Magister sacri palatii, al cărui imprimatur îi adaugă propriul nume fără o examinare suplimentară a cărții în cauză. Prin urmare, cenzorul cu adevărat responsabil este Magister sacri palati, nu vicesgerens. Ocazional, au existat doi asistenți ai vicarului, unuia fiindu-i încredințate toate chestiunile de jurisdicție, iar celuilalt pontificalia și hirotonirile; acesta din urmă era cunoscut sub numele de sufragan al vicarului.

## Organizarea Vicariatului Romei

### Hirotoniri
În această privință, îndatoririle vicarului sunt de importanță primară, deoarece o multitudine de eclesiastici din toate părțile lumii își continuă studiile la Roma și primesc ordinele sacre acolo, pe baza autorizației necesare din partea episcopilor lor respectivi. Pentru fiecare hirotonire conferită la Roma, există un examen special efectuat de un corp de douăzeci și cinci de eclesiastici erudiți din clerul secular și regular, care operează în secțiuni de câte trei. Hirotonirile sunt conferite în mod regulat în zilele prescrise de dreptul ecleziastic și în catedrala Episcopului Romei, adică în Bazilica Laterană; ele pot fi, totuși, conferite în alte zile și în alte biserici sau capele. De obicei, sunt conferite fie de vicar însuși, fie de vicesgerens; printr-o delegație specială din partea vicarului, totuși, un alt episcop poate hirotoni ocazional candidați. Pentru drepturile cardinalilor de a hirotoni în propriile lor biserici (titluri, diaconii), vezi Cardinal. Printr-un indult pontifical general, orice episcop rezident la Roma poate administra Sacramentul Mirului, fiind încă obiceiul la Roma de a mirui toți copiii care par în pericol de moarte.

### Ordinele religioase
Toate chestiunile referitoare la mănăstirile din Roma și la locuitorii lor țin de o comisie specială din vicariat, compusă din aproximativ opt membri și aflată sub conducerea vicarului.

### Predicarea
Reglementările stricte ale Papei Pius al X-lea permit să predice la Roma doar celor care au fost găsiți demni după o examinare amănunțită, științifică și practică, în fața unei comisii speciale care eliberează fiecărui candidat reușit autorizația corespunzătoare. O reglementare similară există pentru preoții care doresc să audă spovezi în oraș.

### Clerul parohial
Clerul parohial din Roma formează o corporație specială, sub un camerleng ales anual de ei înșiși. În afară de drepturile asigurate prin statutele lor, în măsura în care sunt aprobate de papă, ei sunt în întregime supuși vicarului.

### Tribunal
Deoarece vicarul este judecătorul ordinar al Curiei Romane și al teritoriului său, rezultă că a avut întotdeauna și are acum propriul său tribunal. Anterior, acesta judeca atât cauze civile, cât și penale, fie singur, fie în concurență cu alte tribunale, indiferent dacă cauza ținea de jurisdicția voluntară sau contencioasă. Acest tribunal nu se mai ocupă de cauze penale, deși există încă pentru anumite chestiuni prevăzute de dreptul ecleziastic, ale căror detalii pot fi consultate în oricare dintre manualele mai mari de drept canonic. Principalii funcționari ai tribunalului vicariatului sunt vicegerenții menționați mai sus, locum tenens civilia, promotor fiscalis pentru cauzele de beatificare și canonizare, promotor fiscalis pentru alte chestiuni ecleziastice, în principal voturile monahale. În trecut, auditorul vicariatului era o persoană foarte ocupată, fiind solicitat să formuleze sau să decidă diferitele procese aduse în fața vicarului; astăzi, funcția este în mare parte onorifică. Cauzele matrimoniale sunt tratate de doi funcționari care formează o secțiune specială a vicariatului.

### Secretariate
Printre funcționarii minori ai vicarului, cei mai importanți sunt cei care se ocupă de secretariat, adică secretarul, reprezentantul său, doi minutanti sau grefieri și auditorul vicarului menționat anterior. Secretarul este zilnic la postul său și este autorizat prin subdelegare să decidă sau să soluționeze o serie de chestiuni minore cu caracter recurent; el face, de asemenea, cunoscute deciziile vicarului în chestiuni mai importante; și este accesibil tuturor zilnic, timp de două ore.

### Reorganizare
Pe 6 ianuarie 2023, Papa Francisc a reorganizat Vicariatul prin constituția apostolică In Ecclesiarum Communione, cu efect din 31 ianuarie, pentru a spori colegialitatea, a îmbunătăți administrația și a aborda provocările societale contemporane. Aceasta a definit poziția cardinalului vicar ca episcop auxiliar al Episcopului Romei și a clarificat rolurile episcopilor auxiliari ai Romei. Francisc și-a acordat un rol mai mare ca șef al consiliului episcopal, adică al corpului colectiv al episcopilor Diecezei. Aceasta a înlocuit constituția apostolică Ecclesia in Urbe din 1998.